# Caroline O'Connor
Caroline Teresa O'Connor (Londres, 25 de abril de 1983) es una deportista británica que compitió en remo como timonel.
Ganó dos medallas de bronce en el Campeonato Mundial de Remo, en los años 2007 y 2011. Participó en dos Juegos Olímpicos de Verano, ocupando el quinto lugar en Pekín 2008 y el quinto en Londres 2012, en el ocho con timonel.

## Palmarés internacional
| Campeonato Mundial | Campeonato Mundial | Campeonato Mundial | Campeonato Mundial |
| Año                | Lugar              | Medalla            | Prueba             |
| ------------------ | ------------------ | ------------------ | ------------------ |
| 2007               | Múnich (Alemania)  | Medalla de bronce  | Ocho con timonel   |
| 2011               | Bled (Eslovenia)   | Medalla de bronce  | Ocho con timonel   |